# Ямб (слиток серебра)

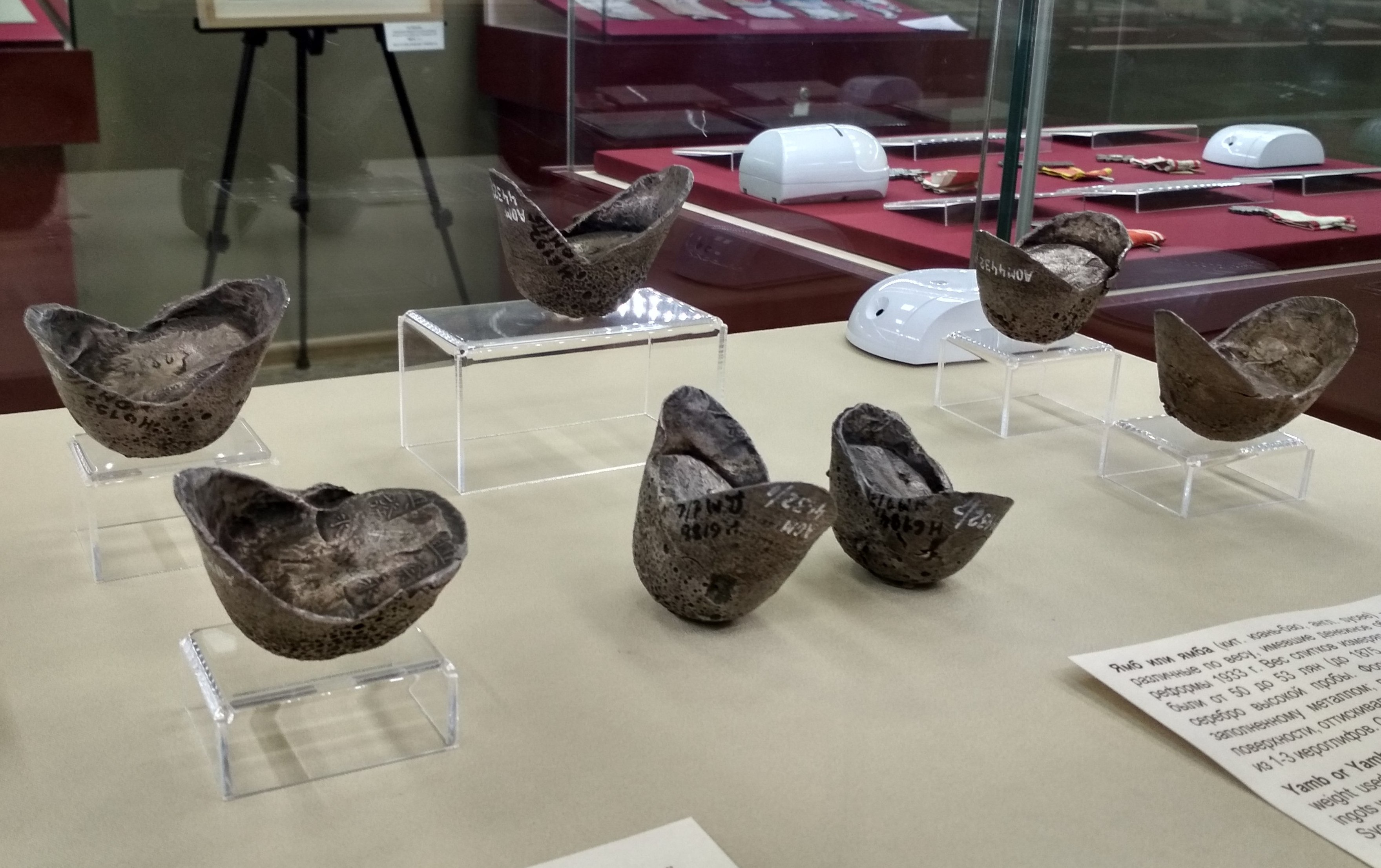
Лодкообразные литые серебряные ямбы XIX века

Ямб, или ямба, сайси, юаньбао, или юань-бао (кит. трад. 元寶, упр. 元宝, пиньинь yuánbǎo, палл. юаньбао; юэ 細絲 sai3 si1; англ. sycee, иногда — по отношению к северному Китаю — yamboo или yambu) — название слитков серебра, обращавшихся в Китае до денежной реформы 1933 года. Они были разного размера и веса: чаще всего в 50 лянов (两, англ. tael), то есть около 1875 граммов, но встречаются также слитки в 5, 10 лянов и т. п. Серебро — высокопробное (от 934 до 982 частей чистого серебра на 1000 частей сплава). Ямбы имели вид китайских башмаков; они могли разрезаться на части для мелких платежей. Изготовлением и выпуском ямбов занимались частные банкиры и менялы.
В ограниченной степени ямбы обращались и в сопредельных с Китаем регионах. В частности, они были довольно распространены в Кыргызском ханстве, где они использовались для особо крупных транзакций, торговли с Китаем, и как объект тезаврации.
Наиболее распространённое русское название этих слитков — ямб, европейское — сайси, кимпо, седловидные монеты, китайское — юаньбао.

## В настоящее время
Немного подлинных ямбов дошло до наших дней; они высоко ценятся нумизматами.
В настоящее время бутафорские ямбы широко используются в декоративных и ритуальных целях. Более дорогие ямбы, изготовленные с применением драгоценных металлов, можно приобрести в ювелирных магазинах.

## Юаньбао в географических названиях
Во многих районах Китая имеются холмы или горы, в форме которых местные жители подметили сходство со слитком-ямбом (юаньбао). (Другие предметы, чью форму часто «видят» в горах — черепаха (гуй или, в приморских районах, ао), и подставка для кисти, бицзя.) 

## Галерея

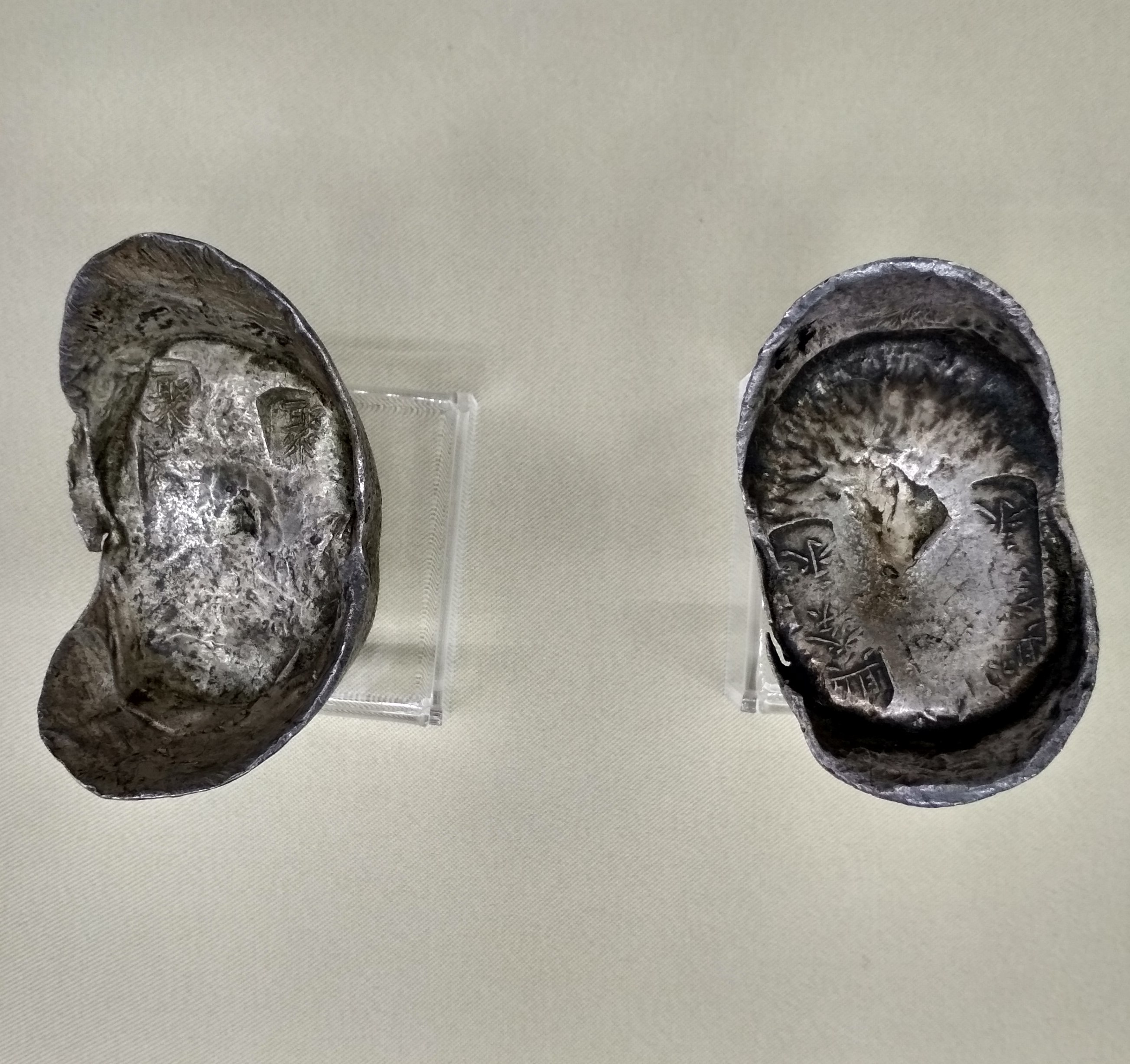
Клейма на ямбах.
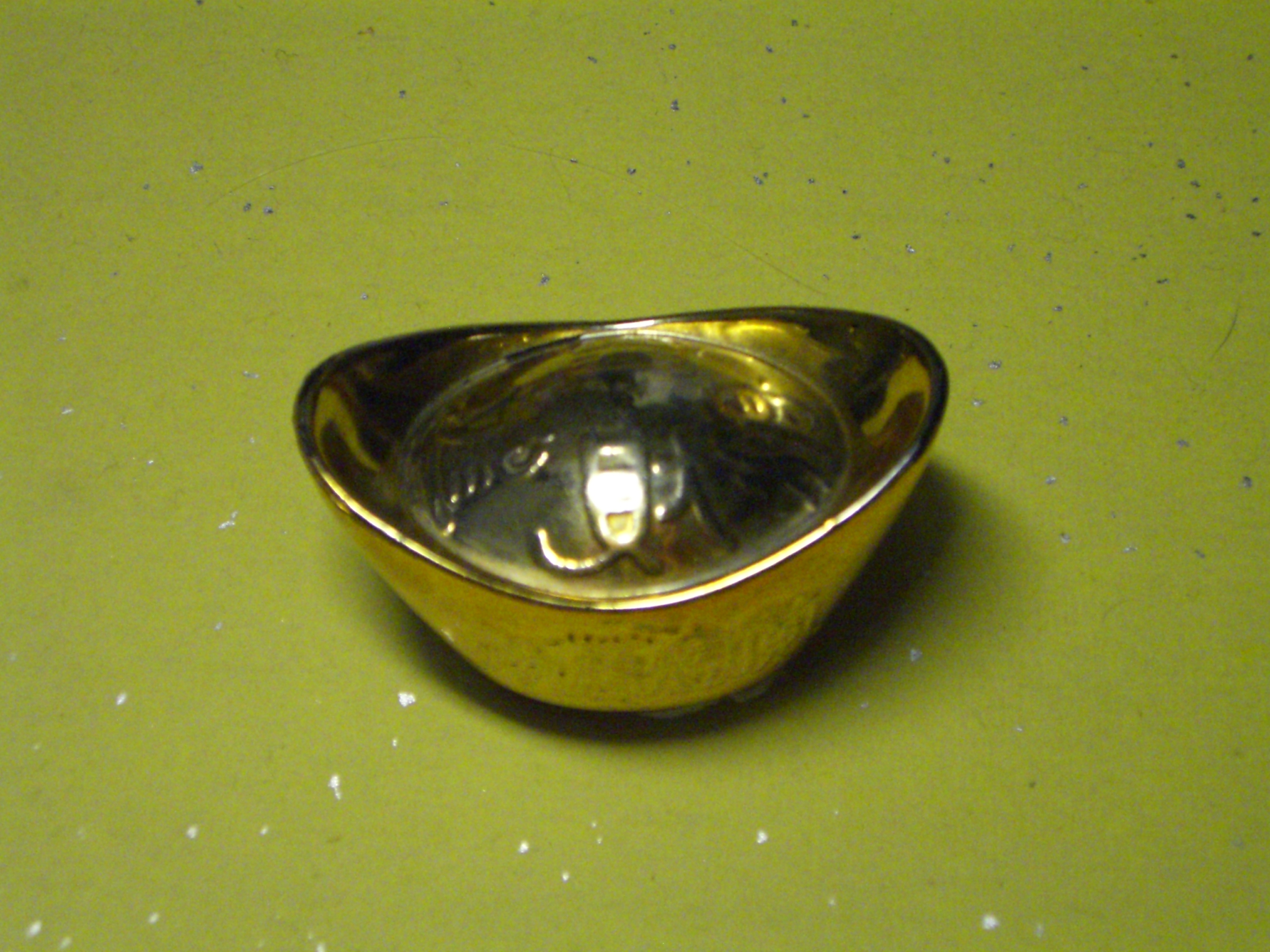
В наши дни бутафорские ямбы служат для новогоднего убранства.
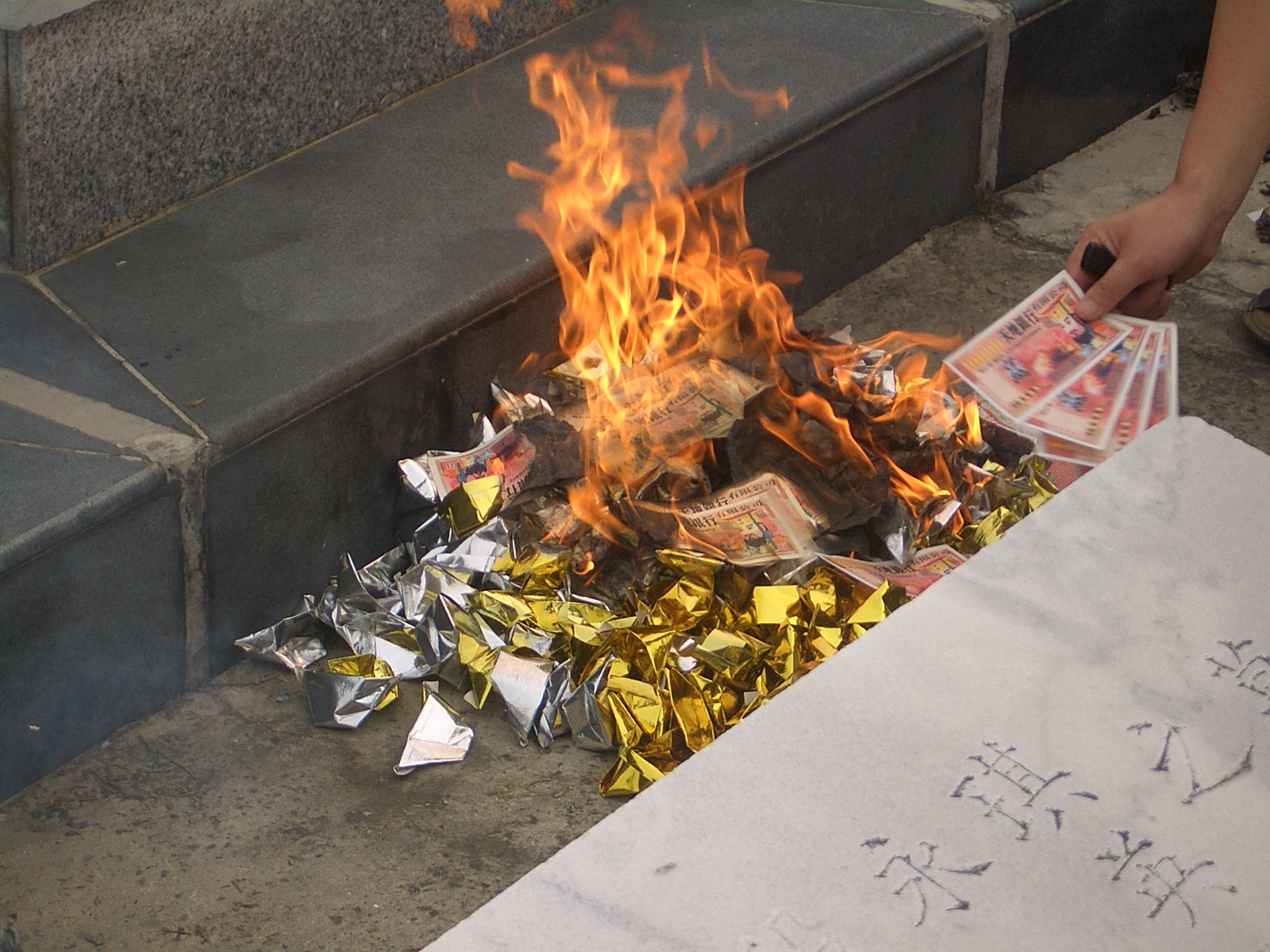
Сложенные из золотистой бумаги бутафорские ямбы сжигаются на могиле вместе с бутафорскими деньгами.